# Cárcel de Alta Seguridad de Santiago
La Cárcel de Unidades Especiales de Alta Seguridad (UEAS) de Santiago, más conocida como la Cárcel de Alta Seguridad (CAS) de Santiago es un recinto penitenciario de alta seguridad ubicado en la comuna de Santiago, típicamente usada para prisioneros sirviendo condenas relacionadas al crimen organizado y los que tengan un alto compromiso criminal.

## Historia
Fue fundada el año 1994, siendo constriuda durante los primeros años de la transición a la democracia en Chile, siendo poblada por primera vez el 20 de febrero de ese mismo año. llegando a un total de 82 imputados a finales de su primer año de operaciones. Originalmente, fue diseñada para presos que infrigieron la Ley Antiterrorista, Ley de Control de Armas, Asociación Ilícita terrorista y Seguridad Interior del Estado.
En el 30 de diciembre de 1996, fue víctima de una operación de fuga organizada por el Frente Patriótico Manuel Rodríguez, cuando cuatro rehenes de esta organización se fugaron en un helicóptero en la llamada "Operación Vuelo de Justicia". De ellos, solo uno ha sido recapturado por la justicia chilena. 

## Reclusos notables
| Nombre                        | Situación penal             | Descripción |
| ----------------------------- | --------------------------- | --- |
| Leonardo Azagra Valdivia      | Libertad agendada para 2035 | Violador y femicida. En 2017, se fugó por unos 5 días al robarle el arma a un gendarme y usar a un juez como escudo humano.                                                           |
| Mauricio Hernández Norambuena | Libertad agendada para 2046 | Exmiembro del Frente Patriótico Manuel Rodríguez (FPMR). Fugado en 1996 en la "Operación Vuelo de Justicia" antes de ser recapturado en Brasil en 2016 y extraditado a Chile en 2020. |
| Hugo Bustamante Pérez         | Presidio perpetuo           | Mientras estaba en libertad condicional por un doble asesinato de 2005, violó y asesinó a una menor de edad. En 2024 confesó a dos homicidios previamente desconocidos.               |
| Diego Ruiz Restrepo           | Presidio perpetuo           | Ciudadano colombiano culpable de por lo menos 7 asesinatos de personas en situación de calle en la Región Metropolitana de Santiago.                                                  |

### Reclusos históricos
| Nombre                    | Situación penal     | Descripción                                                                              |
| ------------------------- | ------------------- | ---------------------------------------------------------------------------------------- |
| Pablo Muñoz Hoffman       | Fugado en 1996      | Exmiembro del FPMR; Fugado en 1996, se mantiene prófugo hasta hoy en día                 |
| Ricardo Palma Salamanca   | Fugado en 1996      | Exmiembro del FPMR; Fugado en 1996, recibió asilo político en Francia en 2018            |
| Patricio Ortiz Montenegro | Fugado en 1996      | Exmiembro del FPMR; Fugado en 1996, declarado no imputable en 2019                       |
| Lenin Guardia Basso       | Eximido en 2007     | Acusado de perpetrar el caso cartas bomba en 2001                                        |
| Claudio Spiniak Vilensky  | Liberado en 2013    | Proxeneta y pornógrafo de menores de edad                                                |
| Pablo Undurraga Atria     | Liberado en 2016    | Seguidor del culto de Ramón Castillo, "Antares de la Luz".                               |
| Álvaro Corbalán Castilla  | Transferido en 2017 | Torturador de la Central Nacional de Informaciones. Actualmente en Penal de Punta Peuco. |
| Jorge Lavandero Illanes   | Liberado en 2018    | Político; Abusador sexual de varios menores de edad                                      |